# Achery
Achery is een gemeente in het Franse departement Aisne (regio Hauts-de-France) en telt 540 inwoners (1999). De plaats maakt deel uit van het arrondissement Laon.

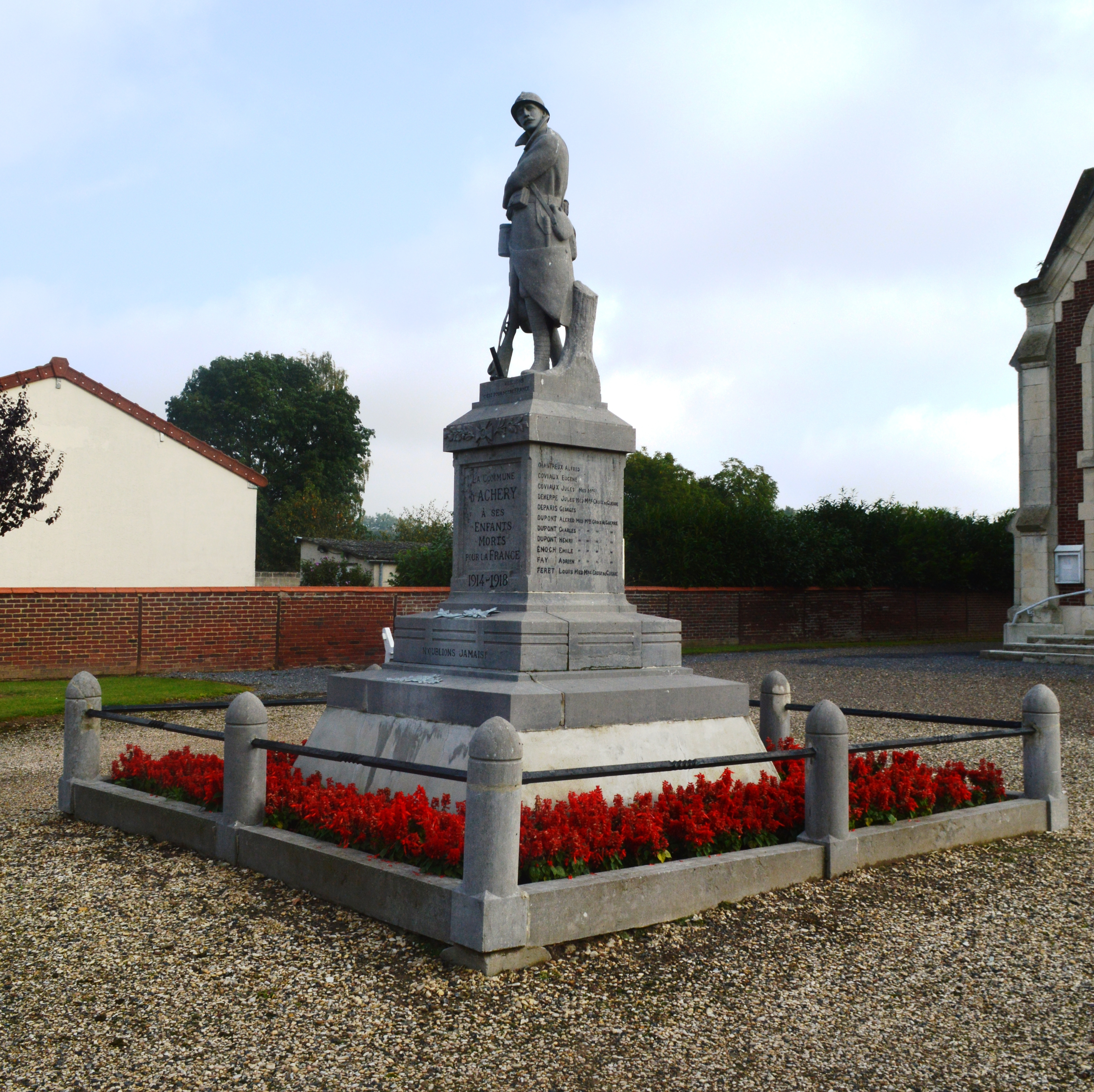
Oorlogsmonument
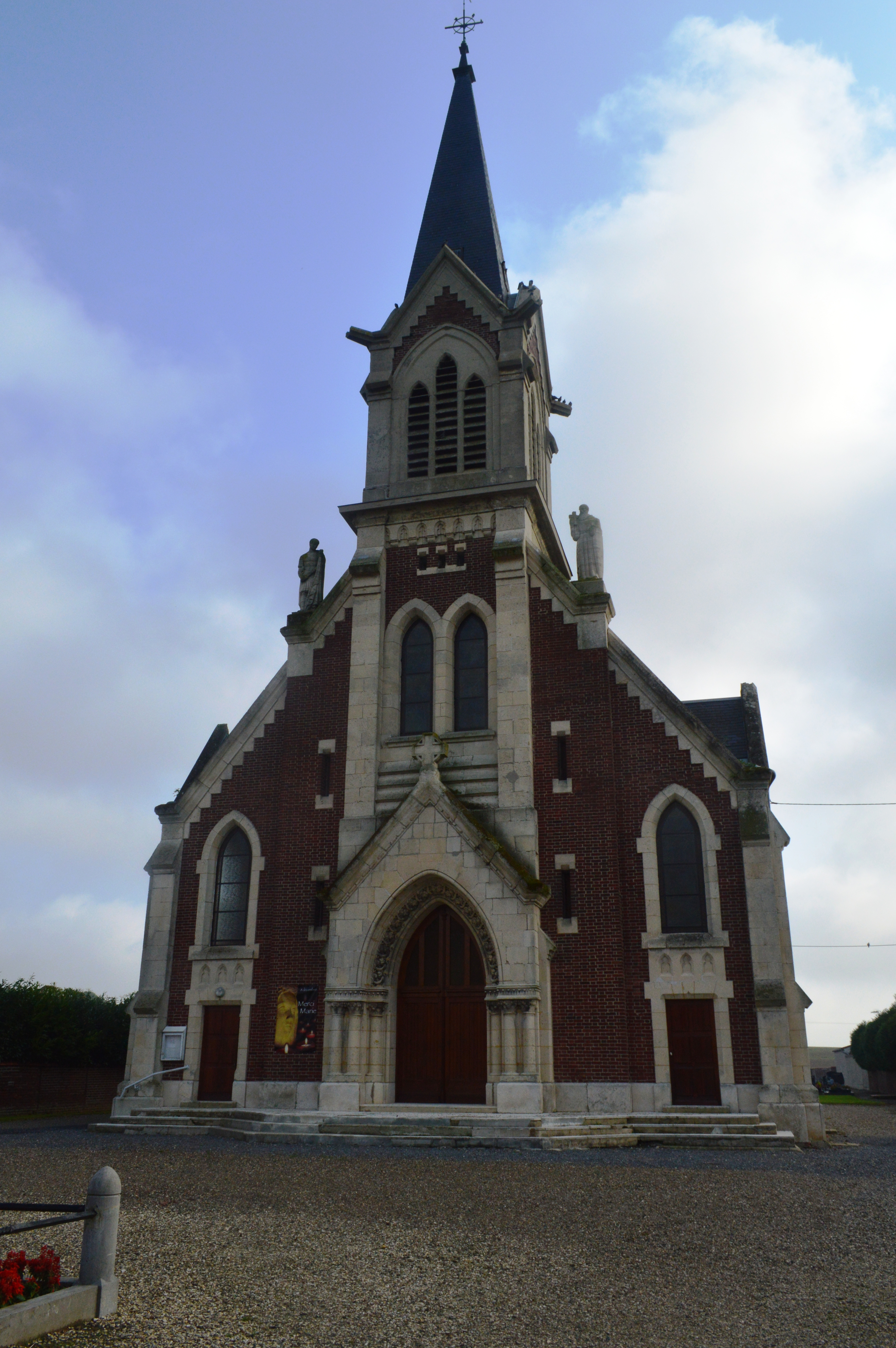
Kerk van Achery
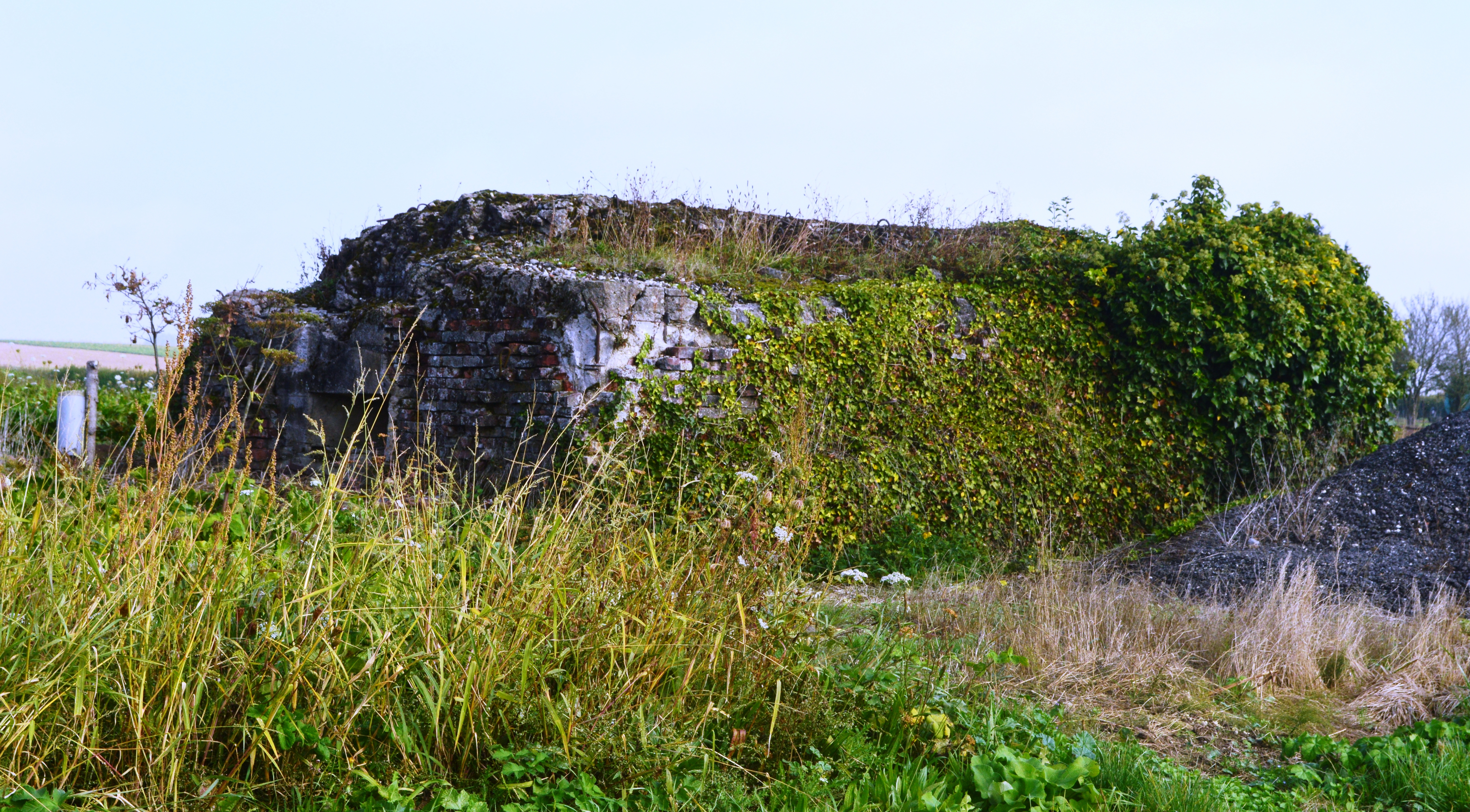
Oude bunker
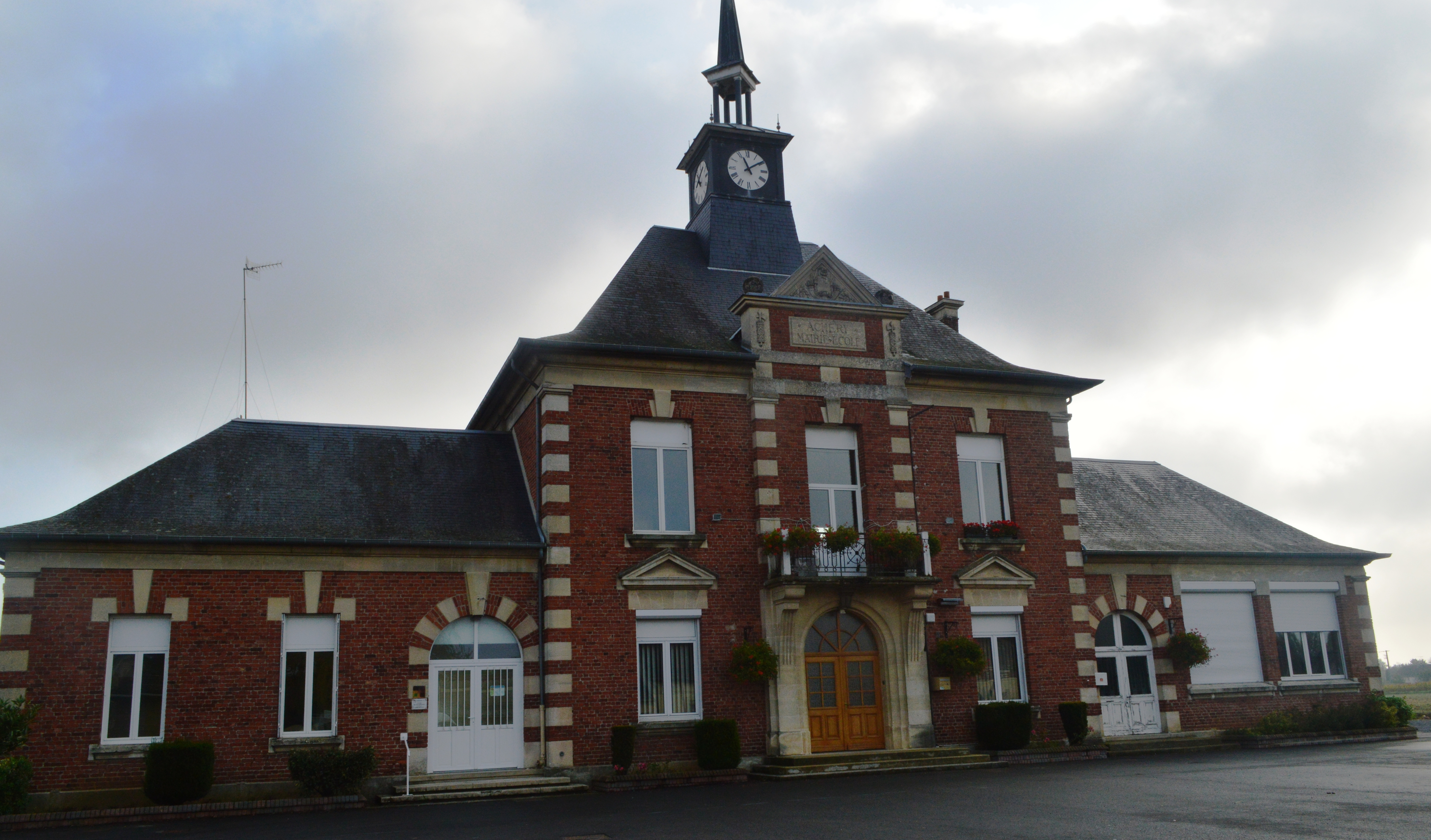
Gemeentehuis

## Geografie
De oppervlakte van Achery bedraagt 6,9 km², de bevolkingsdichtheid is 78,3 inwoners per km².
De onderstaande kaart toont de ligging van Achery met de belangrijkste infrastructuur en aangrenzende gemeenten.

## Demografie
Onderstaande figuur toont het verloop van het inwonertal (bron: INSEE-tellingen).
Vanwege een beveiligingsprobleem met de MediaWiki Graph-software is het momenteel niet mogelijk deze grafiek weer te geven. Zodra de software is bijgewerkt zal de grafiek vanzelf weer zichtbaar worden.
1. ↑  Populations de référence 2022.